# G. Lelevici
G. Lelevici (rusă Г. Лелевич) este pseudonimul lui Labori Gilelevici Kalmanson (rusă Лабори Гилелевич Калмансон), (1901 - 1945) poet și critic literar evreu rus.